# Albert Mélot
Albert Jean Marie Mélot (Parijs, 18 juni 1915 - Namen, 23 oktober 2010) was een Belgisch advocaat en lid van het Belgisch verzet in de Tweede Wereldoorlog.

## Levensloop
Albert was de zoon van volksvertegenwoordiger Auguste Mélot en Marguerite Verhaegen, dochter van Arthur Verhaegen. Hij groeide op in het familiekasteel van Lonzée.

### Opleiding
Van 1928 tot 1934 deed hij zijn middelbare studies aan de school van de Abdij van Maredsous.  In 1936 behaalde hij het kandidaatsdiploma in de Letteren en Wijsbegeerte aan de Universiteit Namen. In 1937 begon hij aan het licentiaat Rechten aan de Katholieke Universiteit Leuven, maar onderbrak zijn studies omdat hij gedurende de eerste zes maanden van 1939 in Londen verbleef. In datzelfde jaar slaagde hij voor de examens van het derde jaar Rechten voor de Centrale Jury.

### Militaire loopbaan

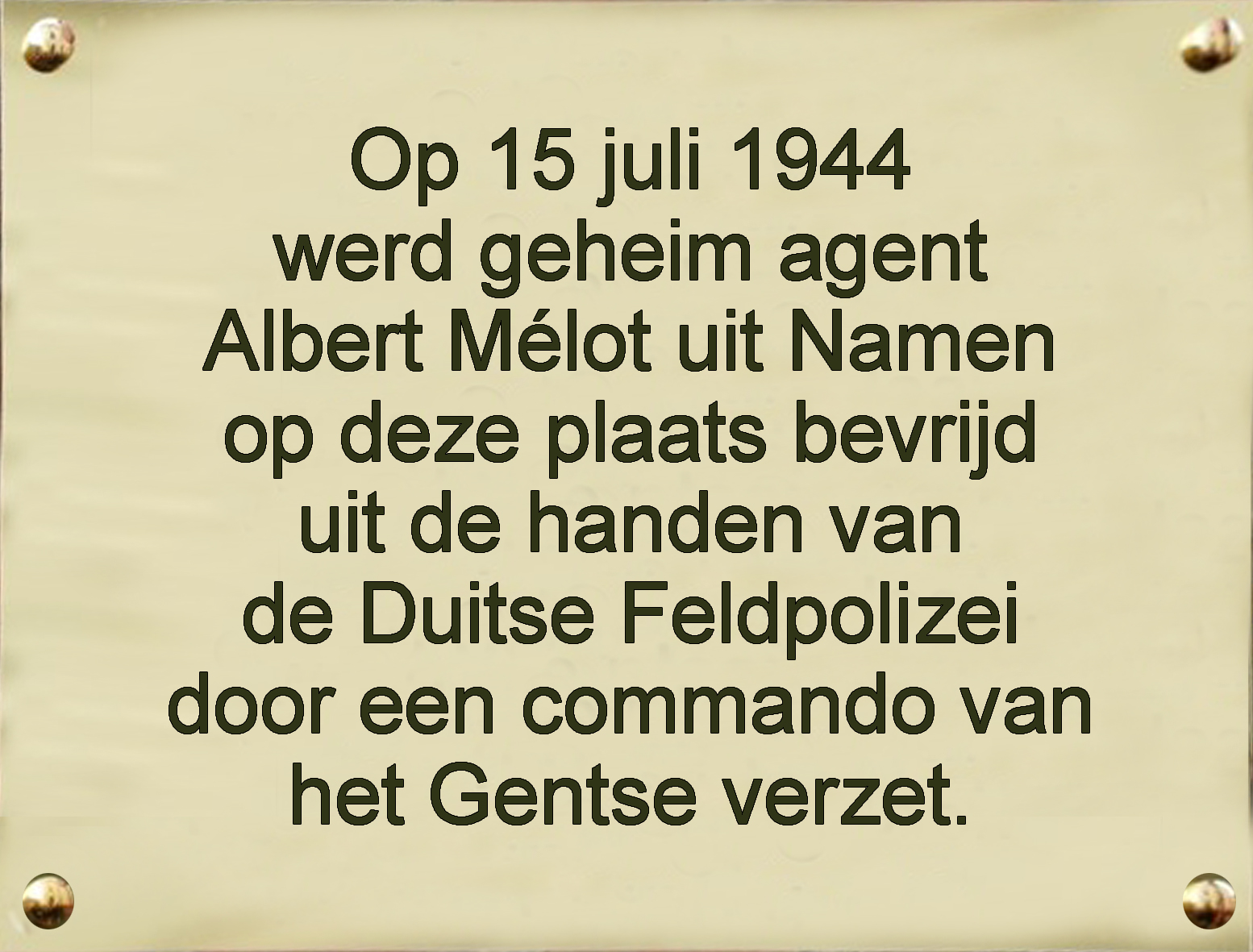
Gedenkplaat bevrijding Albert Mélot in Gent (hoek Papegaaistraat/Maagdestraat).

Tijdens de Tweede Wereldoorlog was hij eind 1942 (omdat hij betrokken was bij een plaatselijke ontsnappingslijn van neergeschoten RAF-piloten in Namen) via Bordeaux over de Pyreneeën, Spanje en Portugal naar Engeland gevlucht, waar hij in de lente van 1943 aankwam in Londen. Hij kreeg er een militaire opleiding, onder andere bij het Special Operations Executive (SOE).
In maart 1944 besprak hij er met de Belgische eerste minister Hubert Pierlot de mogelijkheid koning Leopold III te bevrijden uit zijn huisarrest in Laken. Daartoe werd Mélot op 10 april 1944 in een bos in de Belgische gemeente Somme-Leuze geparachuteerd, waar hij zich een tijd verschool en dan met een camionette overgebracht werd naar Jemeppe-sur-Meuse. 
Toen Leopold III op 7 juni 1944 naar Duitsland was overgebracht, werd dit plan opgeborgen en werd Mélot naar Gent gestuurd. Daar maakte hij deel uit van de generale staf van het Geheim Leger in de zone Oost- en West-Vlaanderen. Hij was er verantwoordelijk voor de droppings van wapens en zendposten in de streek.
Na de landing in Normandië verliet Mélot Gent om zich in Gavere te verschuilen, waar hij echter verklikt werd en door de Duitse Feldgendarmerie opgepakt en in de Nieuwe Wandeling gevangenis opgesloten.
Daar hij te veel militaire geheimen in verband met de landing in Normandië kende, werd (op bevel van de SOE uit Londen) door een commando een actie ondernomen om hem te bevrijden. Op 15 juli 1944, bij zijn overbrenging van het hoofdkwartier van de Geheime Feldpolizei (GFP) op de Kouter naar de Nieuwe Wandeling gevangenis, na een  zoveelste ondervraging, werd de Duitse auto waarin hij zat in de Papagaaistraat met een handkar die uit de Maagdestraat kwam, tot stilstand gebracht, waarbij de twee Duitse begeleiders gedood werden. Het commando verstopte hem de eerste nacht in Oostakker en bracht hem de volgende dag over naar Brussel, waar hij tot aan de bevrijding in september 1944 onderdook.
De represailles van de GFP waren vreselijk: tussen 15 juli en eind augustus 1944 werden een 100-tal mensen aangehouden onder verdenking van betrokkenheid bij zijn bevrijding, waarvan ongeveer de helft de oorlog niet overleefde. Ook de vader van Albert, zijn moeder en zijn oudere zussen Madeleine, Claire en Suzanne werden in juli 1944 opgepakt. Zijn vader overleed op 6 november 1944 in Neuengamme, zijn moeder en zus Suzanne stierven begin 1945 in Ravensbrück. Zijn jongste broer Jean sneuvelde op 10 juni 1944 tijdens een actie van het Geheim Leger in Hasselt. Weinig families betaalden zo'n hoge tol voor hun patriottische inzet.
Mélot beëindigde zijn militaire loopbaan als kapitein-commandant van de Brigade Para-Commando in het reservekader van het Belgisch Leger.

### Burgerlijke loopbaan
In oktober 1939 legde hij de eed af van advocaat en ging aan de slag bij de balie van Namen.
In 1946 werd Mélot benoemd als rechter bij de rechtbank van eerste aanleg te Namen.
Op 16 oktober 1946 trouwde hij in Thuin met Thérèse Gendebien, dochter van Paul Gendebien.
In 1958 smeedde hij plannen om Léon Degrelle te ontvoeren in Spanje, wat echter mislukte.
In februari 1960 werd Mélot samen met 20 andere magistraten naar Belgisch-Congo gestuurd, om er de verkiezingen naar aanleiding van de onafhankelijkheid te controleren.
In 1972, hij was slechts 57 jaar en was ondertussen vicevoorzitter bij de rechtbank van eerste aanleg te Namen geworden, ging hij op rust om gezondheidsredenen, hij was immers 100% oorlogsinvalide.
Op 23 september 1975 kreeg Albert Mélot de titel van baron.

## Eretekens
- België:  Officier in de Leopoldsorde
- België: Officier in de Kroonorde
- België: Officier in de Orde van Leopold II met palm
- België: Oorlogskruis 1940 met palm
- België: Medaille van de Oorlogsvrijwilliger 1940-1945
- België: Medaille van de Weerstand
- België: Kruis van Politieke Gevangene
- België: Kruis der Ontsnapten 1940-1945
- Frankrijk: Médaille de la Résistance
- Frankrijk: Médaille de la France Libérée
- Verenigd Koninkrijk: 1939-1945 Star
- Verenigd Koninkrijk: France and Germany Star
- Verenigd Koninkrijk: Order of the British Empire
- Verenigd Koninkrijk: Defence Medal

## Erebetuigingen
- Ere-vicevoorzitter bij de rechtbank van eerste aanleg te Namen
- Oud nationaal commissaris van de Federatie der Katholieke scouts
- Reserve kapitein-commandant van de Brigade Para-Commando
- Ere-kapitein van de Inlichtings- en Actiediensten
- Erevoorzitter van het Nationaal Werk voor Oorlogsinvaliden (Namen)
- Erevoorzitter van het "Maison de l'adolescence" (Géronsart)

Op  28 september 2019 werd op de hoek van de Papegaaistraat en de Maagdestraat in Gent een gedenkplaat opgehangen in aanwezigheid van Albert Mélot zijn zoon Benoit en kleinzoon Alexander.